# Педаче
Педаче (итал. Pedace) — коммуна в Италии, располагается в регионе Калабрия, подчиняется административному центру Козенца.
Население составляет 2140 человек, плотность населения составляет 42 чел./км². Занимает площадь 51 км². Почтовый индекс — 87050. Телефонный код — 0984.
Покровительницей коммуны почитается Пресвятая Богородица (Maria Addolorata), празднование в четвёртое воскресение сентября.